# Holmtjärnen (Tåsjö socken, Ångermanland)
Holmtjärnen är en sjö i Strömsunds kommun i Ångermanland och ingår i Ångermanälvens huvudavrinningsområde. Sjön har en area på 0,0684 kvadratkilometer och ligger 387,1 meter över havet.

## Delavrinningsområde
Holmtjärnen ingår i det delavrinningsområde (715559-148453) som SMHI kallar för Mynnar i Fjällsjöälven. Medelhöjden är 395 meter över havet och ytan är 10,31 kvadratkilometer. Det finns inga avrinningsområden uppströms utan avrinningsområdet är högsta punkten. Vattendraget som avvattnar avrinningsområdet har biflödesordning 3, vilket innebär att vattnet flödar genom totalt 3 vattendrag innan det når havet efter 242 kilometer. Avrinningsområdet består mestadels av skog (82 procent) och sankmarker (11 procent). Avrinningsområdet har 0,12 kvadratkilometer vattenytor vilket ger det en sjöprocent på 1,1 procent.